# Richtungsmessung
Die Richtungsmessung ist eine grundlegende Aufgabe der Geodäsie, Geometrie, Astronomie, Navigation und anderer Gebiete der Technik. Sie besteht in einer orientierten (meist auf geografisch Nord bezogenen) Winkelmessung zur Bestimmung horizontaler Winkel, orientierter Messstrahlen oder Kurse in einem definierten Bezugssystem.
Richtungen und Distanzen sind die wichtigsten Messwerte bei der Lösung geometrischer Aufgaben, vor allem
- zur Bestimmung von Punkten in einem ebenen oder räumlichen Koordinatensystem
- für örtliche Vermessungen, siehe Polarpunkt
- für die Bestimmung des eigenen Standortes, siehe Ortsbestimmung
- für die Ortung von Fahrzeugen und anderen Objekten.

Als Peilung werden in der Nautik und beim Wandern einige rasche, weniger genaue Methoden der Richtungsmessung genannt. Sie erfolgen überwiegend mit einem Magnetkompass.

## Bezugsrichtungen
Richtungsmessungen erfordern eine Bezugsrichtung, die der bloßen Winkelmessung eine Orientierung gibt. Bezugsrichtungen können absolut oder relativ sein.
Absolute Bezugsrichtungen:
- geografisch Nord = astronomisch Nord: jene horizontale Richtung, die zum geografischen Nordpol führt. Das Ergebnis einer auf geografisch/astronomisch Nord bezogenen Richtungsmessung heißt Azimut, in der Navigation rechtweisender Kurs und in der Bildmessung orientierter Strahl.
- magnetisch Nord: Horizontalprojektion der Feldlinien des Magnetfeldes der Erde (bzw. eines Himmelskörpers). Das Ergebnis heißt magnetische Richtung, Kompass-Peilung, missweisender Kurs o. ä.
- Kreisel-Nord: mittels nordsuchendem Kreiselinstrument oder kreiselstabilisierter Plattform. Ergebnisse solcher Richtungsmessungen nennt man Kreiselpeilung, gyroskopischer Kurs o. ä.
- Gitternord: Nordrichtung in einem Koordinatensystem oder einer Karte. Mit diesem Bezug ergeben sich sogenannte Richtungswinkel, die vor allem in der Geodäsie verwendet werden.
- Lotrichtung: die örtliche Vertikale im Erdschwerefeld. Auf das Lot bezogene Winkel nennt man Zenitwinkel oder Zenitdistanz, die Ergänzung auf 90° heißt Höhenwinkel.

Relative Bezugsrichtungen:
- Funknavigation: auf Funkfeuer bezogen und deshalb relativ. Durch Umrechnung erhält man den Wert für geografisch Nord oder magnetisch Nord (siehe oben).
- Sonne oder heller Bezugsstern: Raumsonden orientieren sich an hellen Objekten (z. B. Canopus, Sirius). Nach der Bahnbestimmung ist eine Korrektur auf absolute Richtungen möglich.
- Fahrzeug- bzw. Körperachse: die Bezugsrichtung für „Seitenpeilung“ (siehe unten) bzw. für das Richtungshören der Ohren (siehe Lokalisation).

In einem Vermessungsnetz (Triangulation) beziehen sich auf „Nord“ orientierte Richtungen meist auf ein Referenzellipsoid. Solche gerechneten Azimute nennt man ellipsoidisch – im Gegensatz zum gemessenen astronomischen Azimut (siehe oben).

## Messinstrumente
Richtungsmessungen erfolgen je nach Genauigkeit und Fachgebiet mit:
absolute Richtung
- Kompass (Marsch-, Peilkompass), Kreiselkompass (selbsttätig nordsuchend)
- Senklot zur Ermittlung der Lotrichtung
- Wasserwaage mit Zusatzlibelle zur Bestimmung der Vertikalen zur Ermittlung der Lotrichtung

relative Richtung
- Kreiselinstrument, Faserkreisel, Laserkreisel
- Theodolit, Tachymeter in Vermessungswesen und Geodäsie
- Universalinstrument, Astrolabium, Meridiankreis für Astronomie
- Richtfernrohre für weitere Anwendungen.
- historisch: Messtisch, Kippregel für einfache Topographie im Gelände
- relativ zwischen sichtbaren Objekten: Messkamera, Satellitenkamera in Photogrammetrie und Satellitengeodäsie
- relativ zu einem Funksender: Peilrahmen, Radiokompass

Die Genauigkeiten liegen bei 1–10° (Sport, Navigation), hundertstel Grad bis 1" (Vermessung) und 0,1" bis 0,01" (Satelliten, Lotabweichung, Astronomie).

Seitenpeilung zu einer Leuchttonne

In der Nautik sind auch Richtungsmessungen bezüglich der Schiffsachse üblich, sie werden Seitenpeilung genannt. Addiert man den Kurs, erhält man die Richtung rechtweisend (Nr. 1) oder missweisend (Nr. 2).
Solche „Messungen“ macht man intuitiv auch als Fußgänger oder Radfahrer. Insbesondere weist eine stehende Peilung als Ortung auf die Gefahr einer Kollision hin; wenn dieses nicht besser zum menschlichen Richtungshören gezählt werden sollte, bei dem die Lokalisation ihre wichtige Bedeutung hat. Die Raumlage beurteilt man relativ zur Lotrichtung mit dem Gleichgewichtssinn auf Gradgenauigkeit.